# Берим Микола Григорович
Микóла Григóрович Бери́м (25 вересня [8 жовтня] 1908 — ?) — російський ентомолог та педагог, який народився і певний час жив в Україні. Автор ґрунтовних досліджень з хімічного захисту рослин. Доктор біологічних (?) наук, професор.

## Життєпис
Микола Григорович (від народження — Нахман Зусь-Гершкович) Берим народився у 1908 році у Могиліві-Подільському на Вінниччині. У цьому місті він закінчив загальноосвітню (1923) і електротехнічну (1926) школи. У місті тоді працювала лише одна невеличка електростанція, в штаті якої вакансій не було. Не маючи змоги працювати за фахом, він вирішив стати педагогом. Юнак склав іспити при Могилів-Подільському педагогічному технікумі на право викладати у початковій школі. Він працював у Долинянській загальноосвітній школі і електромонтером заводу «Електрик» (1926—1929). Згодом він поступив до вечірнього відділення Ленінградського інституту боротьби зі шкідниками й хворобами сільського й лісового господарства, котре пізніше стало факультетом захисту рослин Ленінградського сільськогосподарського інституту (ЛСГІ) у Пушкіні.
Закінчивши інститут (1935), він одержав направлення до Азово-Чорноморського НДІ захисту рослин у Ростові-на-Дону. Тут майбутній вчений зацікавився теоретичними дослідженнями хімічного захисту рослин. Він звернувся до відомого фахівця у цій галузі, М. М. Богданова-Катькова із проханням стати його науковим керівником. 1936 року М. Берим став аспірантом цього ентомолога. У жовтні 1939 року захистив кандидатську дисертацію «Порівняльне вивчення токсичності рослинних інсектицидів та їх комбінацій». Із наступного року він уже читав у ЛСГІ лекції з «Хімії інсектофунгіцидів».
Уже в перші дні війни він став до лав народного ополчення Кіровського району, що боронило від ворога підступи до Ленінграда. Під Новгородом його контузило. Він знепритомнів і в такому стані був доправлений до шпиталю. Після одужання М. Берим воював у складі 31-ї армії 3-го Білоруського фронту (Білорусь, Польща, Східна Прусія) — здійснював хімічну розвідку. Йому надано чин інженер-капітана, а його служба відзначена орденом Червоної Зірки, орденами Вітчизняної війни I і II ступенів, а також медалями.
Після демобілізації (вересень 1945 року) Микола Григорович працював на відбудові ЛСГІ й паралельно вів заняття зі студентами та наукові дослідження. 1961 року він захистив докторську дисертацію, а через два роки здобув звання професора при кафедрі сільськогосподарської ентомології.
М. Берим обіймав посаду декана факультету захисту рослин (1954—1956) і протягом понад 20 років (з 1961-го) очолював кафедру сільськогосподарської ентомології.

## Наукова та науково-педагогічна діяльність
Микола Григорович виконав численні дослідження проблеми підвищення ефективності фосфорорганічних та хлорорганічних препаратів для захисту рослин і подолання стійкості комах до них. Він є автором 163 наукових публікацій і регулярно брав участь у роботі наукових конференцій, симпозіумів, з'їздів, в тому числі й міжнародних.
М. Берим розробив навчальні курси з хімічного захисту рослин, стандартизації та авіахімметоду. Він викладав не лише на факультеті, а й на курсах підвищення кваліфікації. У його педагогічному доробку — видані підручники «Хімічний захист рослин», «Практикум з хімічного захисту рослин», «Біологічні основи застосування інсектицидів». Микола Григорович підготував 36 кандидатів наук, в тому числі з Єгипту, Пакистану, Польщі, Румунії, Китаю, Монголії. За трудові здобутки його нагороджено орденом «Знак Пошани» та медалями.
 "Його лекції сприймались як сценічне дійство: майже не користуючись конспектами, Микола Григорович легко зображав на дошці складні формули окремих препаратів, характеризував їх хімічні групи і водночас давав загальне уявлення про властивості й механізм дії цих або інших пестицидів. У ті роки ми із задоволенням відвідували лекції М. Г. Берима, але розуміння того, з вченим і викладачем якого рівня ми мали щастя спілкуватися, я стала значно пізніше… А. Г. Семенова, доцент СПбАУ